# 古谷誠章

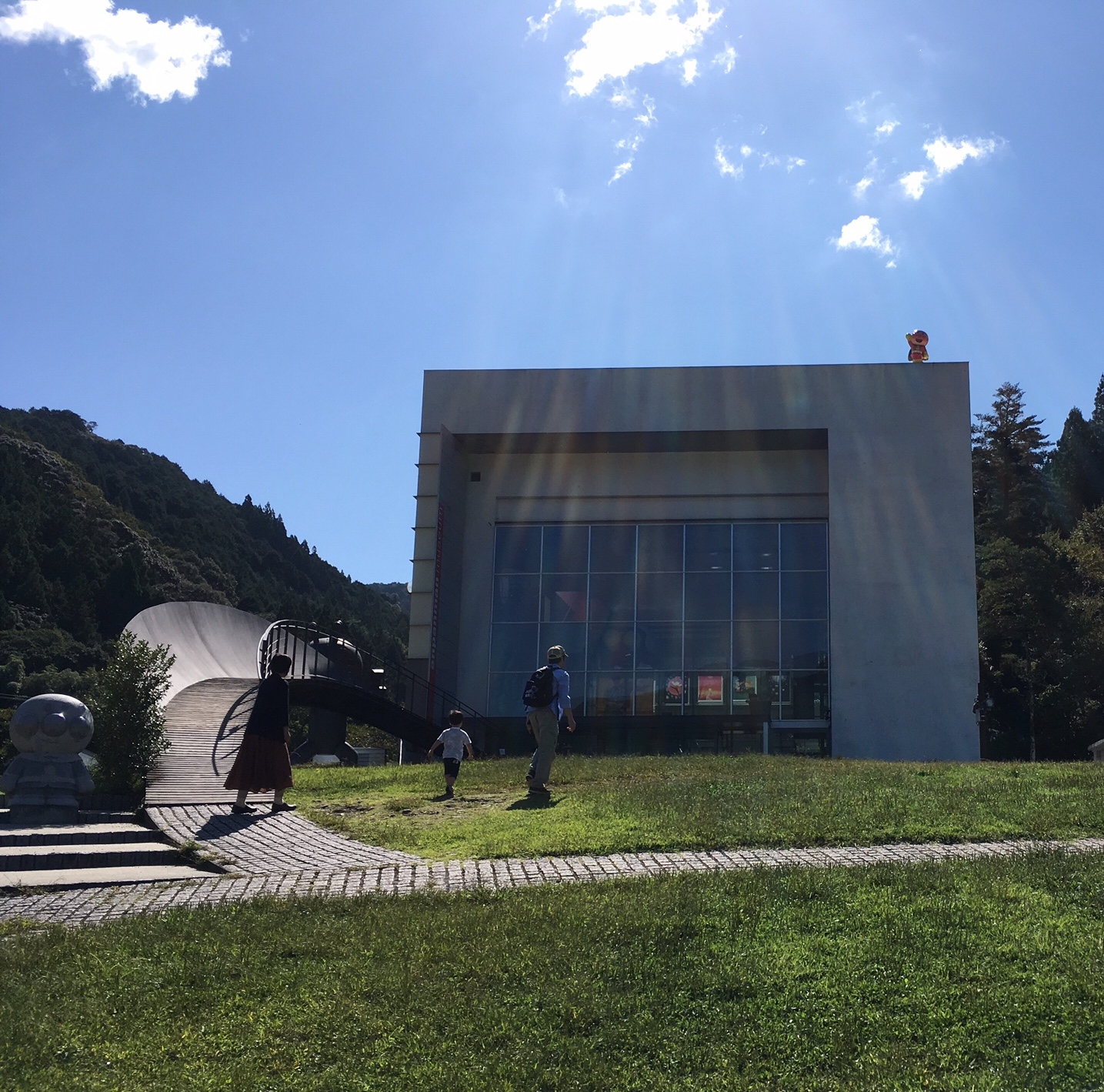
香美市立やなせたかし記念館

古谷 誠章（ふるや のぶあき、1955年（昭和30年）2月20日 - ）は日本の建築家。NASCA共同主宰。早稲田大学創造理工学部教授。日本芸術院賞、日本建築学会賞作品賞、吉岡賞、JIA新人賞など多数受賞。

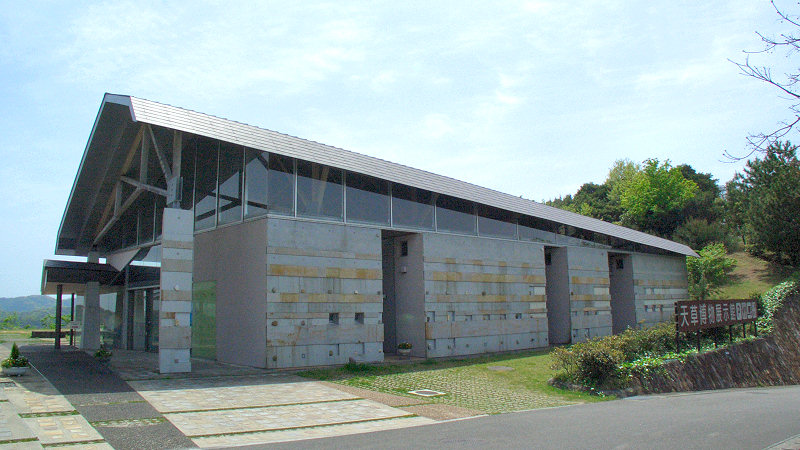
天草ビジターセンター

## 概要
- せんだいメディアテークの実施コンペで2等をとる。1等は伊東豊雄。（審査員 - 磯崎新）

## 略歴
- 1955年　東京都生まれ。
- 1973年　東京都立青山高等学校卒業。
- 1978年　早稲田大学理工学部建築学科卒業。
- 1980年　早稲田大学大学院修了（穂積信夫研究室）。
- 1983年　早稲田大学理工学部助手。
- 1986年　近畿大学工学部講師。
- 1986～1986年　文化庁芸術家在外研修員としてマリオ・ボッタ事務所に在籍。
- 1990～1994年　近畿大学工学部助教授。
- 1994年　八木佐千子とスタジオナスカ（現NASCA）共同設立。
- 1994～1997年　早稲田大学理工学部助教授。
- 1997年　早稲田大学教授。
- 2010年　東北大学非常勤講師。
- 2017年　日本建築学会会長（第55代）。

## 受賞歴
- 1980年　小野梓記念芸術賞受賞（25歳）
- 1991年　吉岡賞（現新建築賞） - 狐ヶ城の家（36歳）
- 1999年　日本建築家協会JIA新人賞（44歳）
- 2000年　中里村新庁舎プロポーザル案一等
- 2001年　茅野新市民会館プロポーザル案一等
- 2007年　日本建築学会賞作品賞 - 茅野市民館（52歳）
- 2007年　日本建築家協会賞 - 茅野市民館
- 2011年　日本芸術院賞 - 茅野市民館
- 2013年　日本建築大賞-実践学園中学・高等学校自由学習館

## 主な作品
- 1990年　狐ヶ城の家（35歳）
- 1994年　天草ビジターセンター・天草展望休憩所
- 1995年　せんだいメディアテークコンペ案（優秀賞）
- 1996年　香美市立やなせたかし記念館・アンパンマンミュージアム（41歳）
- 1997年　早稲田大学大久保キャンパス新研究棟　ハイテク・リサーチ・センター（協同設計：鈴木恂）

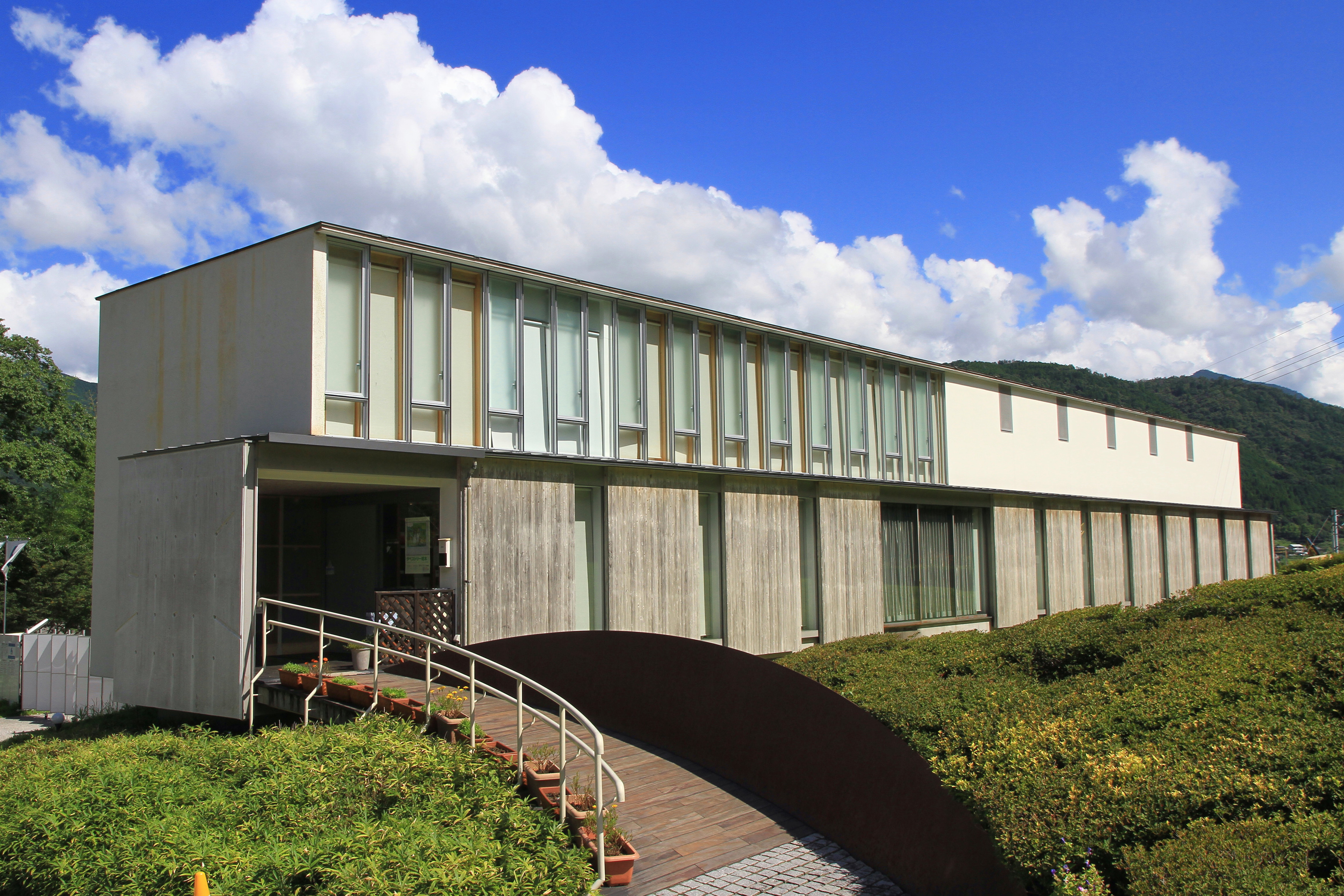
香美市立やなせたかし記念館 詩とメルヘン絵本館

- 1998年　やなせたかし記念館・詩とメルヘン絵本館
- 1998年　早稲田大学會津八一記念博物館改修
- 1998年　バウムハウス
- 2000年　ジグハウス/ザグハウス（45歳）

- 2003年　神流町中里合同庁舎
- 2004年　神流町立中里中学校体育館

- 2005年　茅野市民館（50歳）
- 2007年　谷間の日時計の家

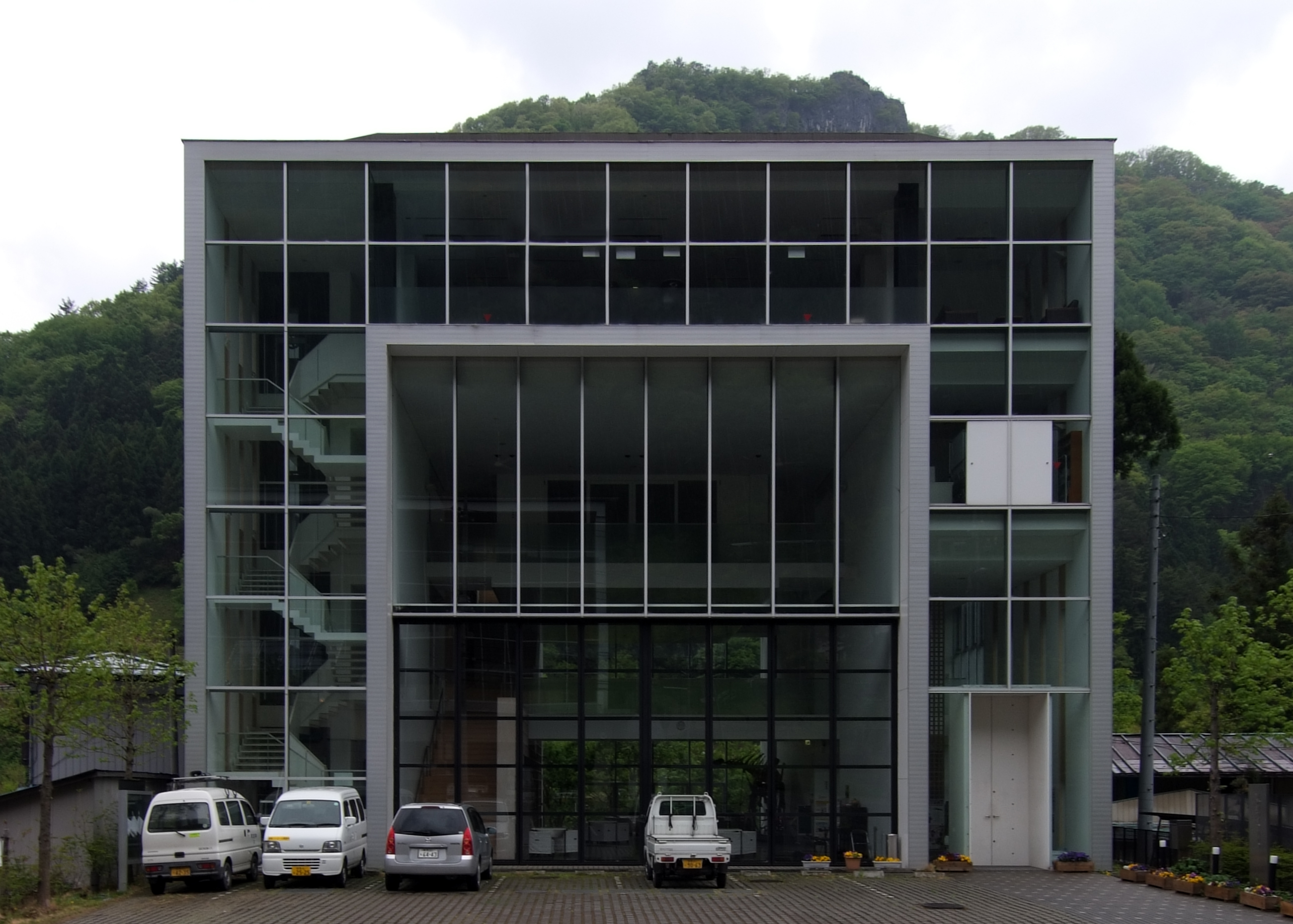
神流町中里合同庁舎

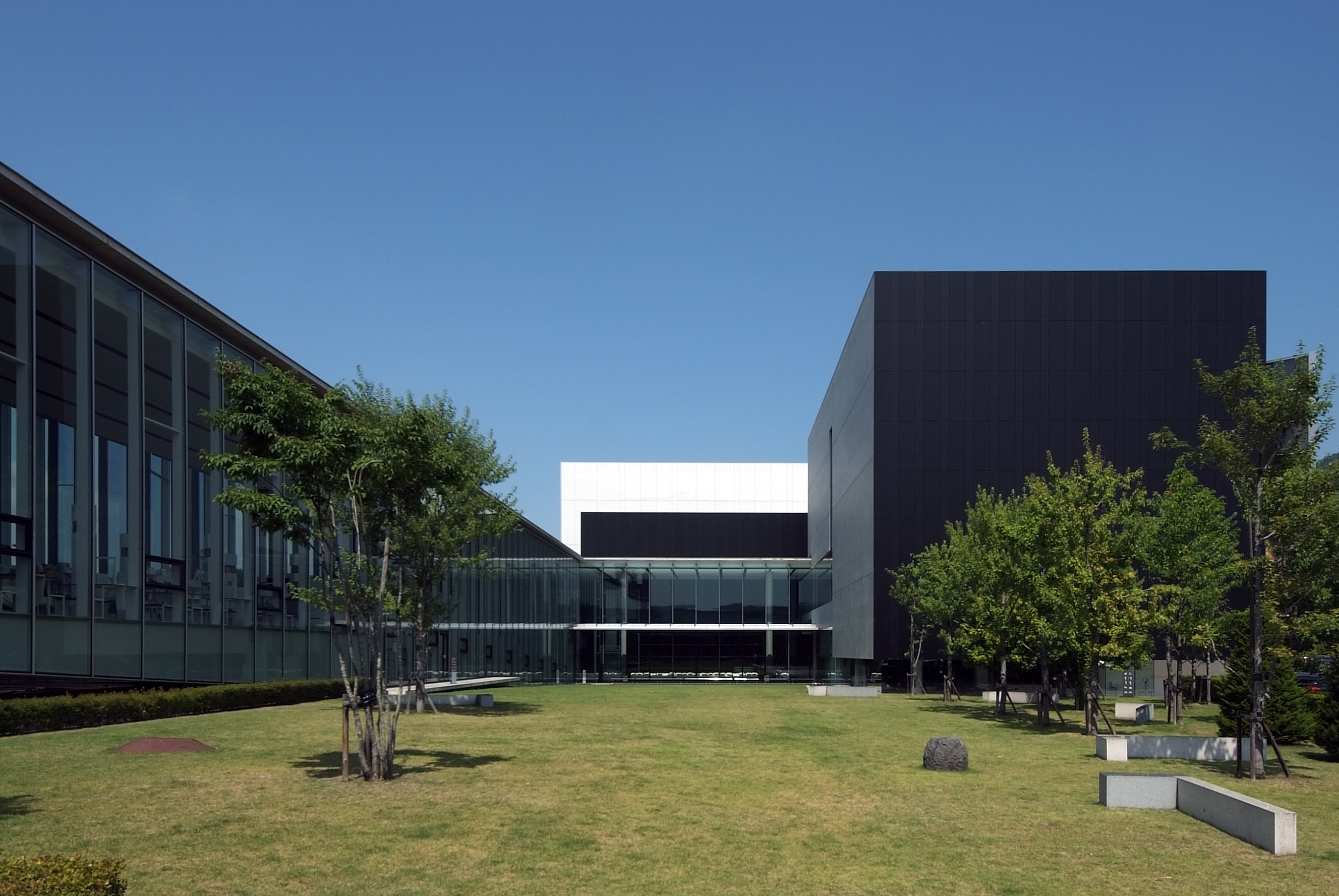
茅野市民館

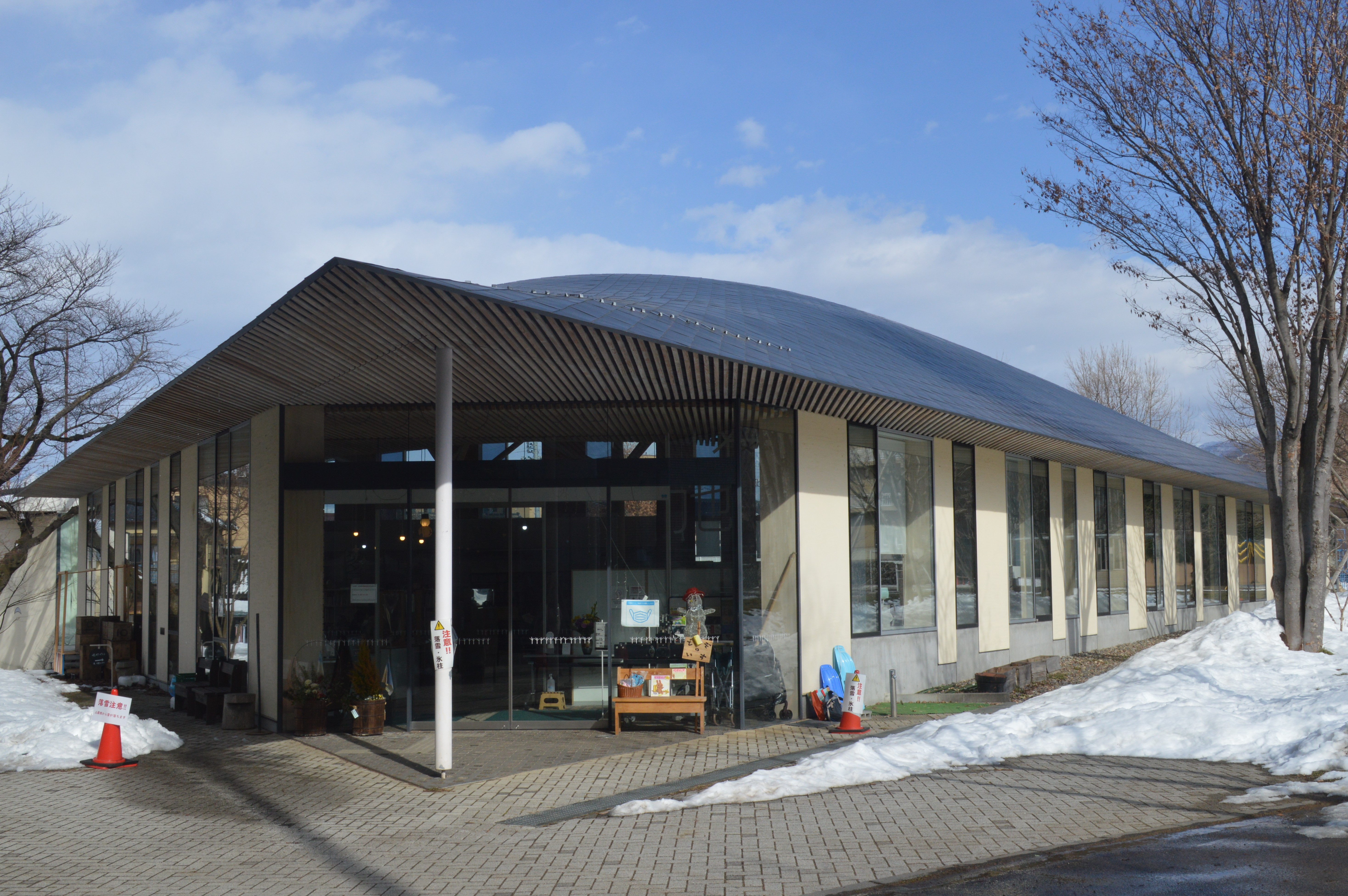
小布施町立図書館まちとしょテラソ

- 2009年　小布施町立図書館まちとしょテラソ
- 2009年　高崎市立桜山小学校
- 2009年　Campus Cafe
- 2011年　実践学園中学・高等学校　自由学習館
- 2012年　LUPICIA滋賀水口工場
- 2018年　阿久根市民交流センター（風テラスあくね）
- 2021年　実践学園中学・高等学校　共学館

- 2022年 氷見市芸術文化館

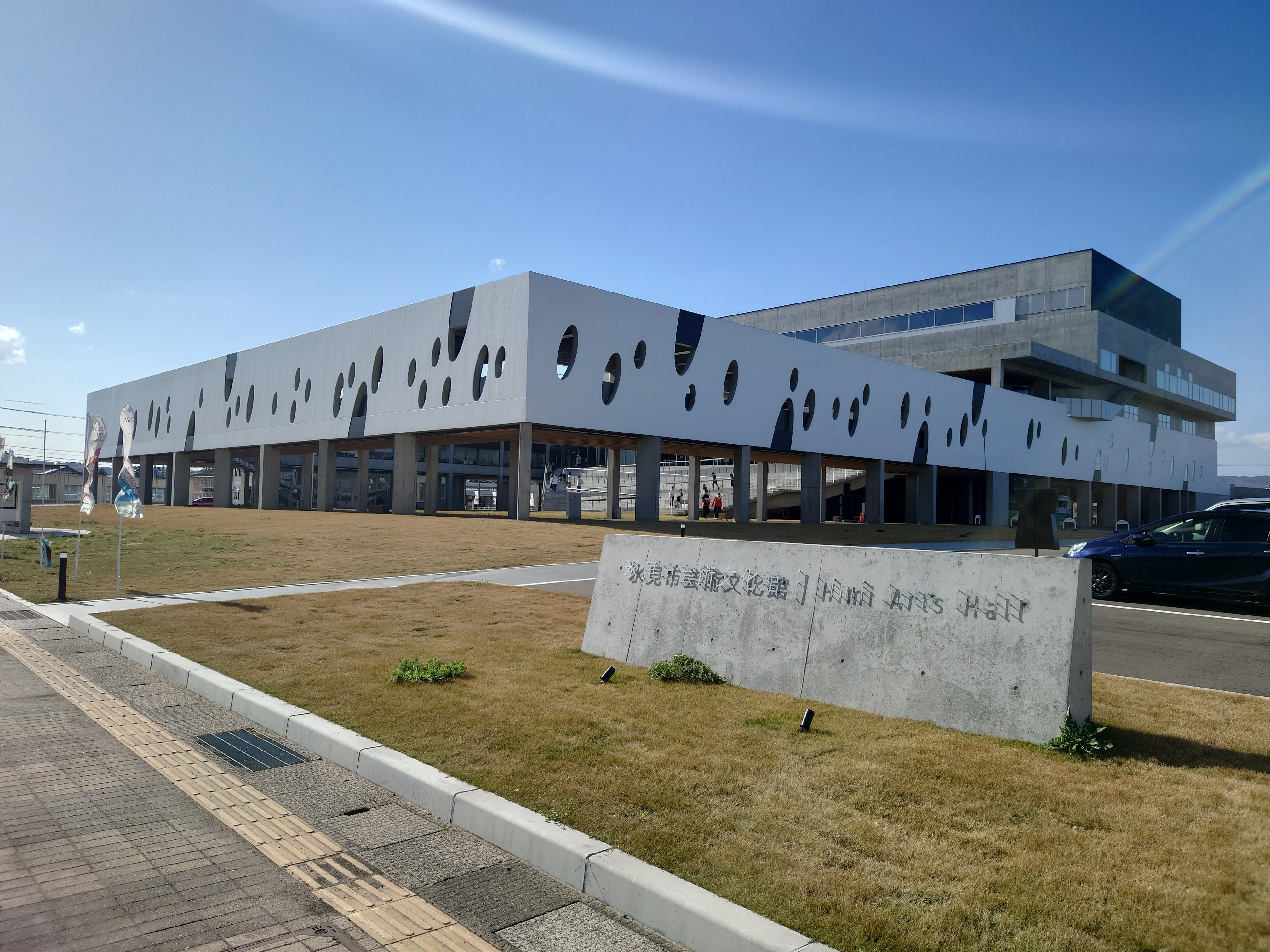
氷見市芸術文化館

- 2023年　Shibuya Sakura Stage

## 著書
- 『マリオ・ボッタ｜構想と構築』（翻訳、鹿島出版会、1999年）
- 『エスキスシリーズ4 建築を見る 谷口吉生「丸亀市猪熊弦一郎現代美術館・図書館」』（彰国社、2001年）
- 『Shuffled 古谷誠章の建築ノート』（TOTO出版、2002年）ISBN 4-88706-213-3
- 『がらんどう』（王国社、2009年）
- 『「マド」の思想ー名住宅を原図で読むー』（彰国社、2010年）
- 『NOBUAKI FURUYA, 179 WORKS 1979-2013』（建築メディア研究所、2014年）
- 『建築家っておもしろい 古谷誠章+NASCAの仕事』（サンクチュアリ出版、2014年）

## その他
- 学生時代から建築デザイン分野で受賞歴がある。
- トウキョウ建築コレクション2007、同2008、同2009審査委員、TEPCOインターカレッジデザイン選手権審査委員。
- 古谷誠章の娘は古谷が設計した茅野市民館で結婚式を挙げた。

## 古谷研究室出身の建築家
- 玉置順（近畿大学）
- 田中智之（早稲田大学）
- 吉村靖孝（早稲田大学）
- 平瀬有人（早稲田大学）